# تربل فرونتير (فلم)
تربل فرونتير (بالإنجليزية: Triple Frontier) هو فيلم أكشن ومغامرة أمريكي صدر سنة 2019 من بطولة تشارلي هونام وبن أفليك وغاريت هدلوند.

## القصة
يجتمع شمل خمسة أصدقاء من جديد حيث يضعوا نصب أعينهم هدف واحد: القضاء على أحد زعماء المخدرات من أمريكا الجنوبية.

## الميزانية والإيرادات
كلف الفيلم 115 مليون دولار.

## روابط خارجية
- مقالات تستعمل روابط فنية بلا صلة مع ويكي بيانات

لا توجد روابط لمواقع التواصل الاجتماعي.